# Qasımbəyli (Goranboy)
Qasımbəyli è un comune dell'Azerbaigian situato nel distretto di Goranboy. Conta una popolazione di 387 abitanti.